# Stuart Parkin
Stuart Stephen Papworth Parkin (Watford, 1955) é um físico experimental britânico.
É diretor do Instituto Max Planck de Microestruturas em Halle, Alemanha e também professor titular da Universidade Martin-Luther de Halle-Wittemberg. Foi diretor do grupo magnetoeletrônico do IBM Almaden Research Center em San José, Califórnia. É também professor consultante do Departamento de Física Aplicada da Universidade Stanford e diretor do IBM-Stanford Spintronic Science and Applications Center, que foi formado em 2004.
É um pioneiro na ciência e aplicação de materiais spintrônicos, e fez descobertas sobre o comportamento de estruturas magnéticas de películas finas que foram cruciais em possibilitar recentemente aumentos na densidade de dados e capacidade de discos rígidos de computadores. Por estas descobertas recebeu em 2014 o Prêmio de Tecnologia do Milênio.